# Côte des Dunes (schip, 2001)
De MS Côte des Dunes  (ex Rodin) is een Frans schip dat veerdiensten verzorgt op het Kanaal tussen Calais en Dover.
De veerboot werd gebouwd in opdracht van SeaFrance. Toen SeaFrance echter in 2012 haar activiteiten moest stopzetten wegens het faillissement van de rederij werd de ferry verkocht aan Eurotunnel die het op haar beurt verhuurde aan een nieuwe rederij "MyFerryLink". (Deze rederij werd opgericht door een aantal ex-werknemers van SeaFrance). 
Toen ook MyFerryLink de activiteiten moest staken in 2015 werd het schip samen met haar zusterschip (Cotes Des Flanders) overgenomen door de Deense rederij DFDS. DFDS veranderde na de overname de naam naar 'Côte des Dunes'.
De Côte des Dunes heeft een identiek zusterschip: MS Cotes Des Flandres (Ex Berlioz).